# 8 fructidor
8 thermidor 8 jour complémentaire
L'octidi 8 fructidor, officiellement dénommé jour de l'apocyn, est le 338e jour de l'année du calendrier républicain.
C'était généralement le 25e jour du mois d'août dans le calendrier grégorien.